# Bematistes macrosticha
Bematistes macrosticha är en fjärilsart som beskrevs av Bethune-Baker 1908. Bematistes macrosticha ingår i släktet Bematistes och familjen praktfjärilar. Inga underarter finns listade i Catalogue of Life.